# NGC 49
NGC 49 este o galaxie lenticulară din constelația Andromeda. Aceasta a fost descoperită de către astronomul american Lewis Swift în 7 septembrie 1885.